# Dia Internacional del Mim
El Dia Internacional del Mim té dues dates de celebració: el 22 de març, dia en que va néixer el mim francès Marcel Marceau, i el 22 de setembre, dia de la seva mort.
La data del 22 de setembre se celebra des del 2011, a iniciativa de l'actor i mim francès Jean Bernard Laclotte, en diversos països: França, Espanya, Argentina, Veneçuela, Mèxic, Costa Rica, Guatemala, Colòmbia, Xile, Estats Units, Uruguai i Perú.
La data del 22 de març va ser iniciativa de la World Mime Organisation (Organització Mundial del Mim), a proposta dels seus membres Marko Stojanović (Sèrbia), Ofer Blum (Israel) i Jean Bernard Laclotte (França).